# Stanisław Michalski (ziemianin)
Stanisław Michalski (ur. 1863 w Poznańskiem, zm. 18 listopada 1935 w Kielcach), ziemianin polski, działacz społeczny, związany z Centralnym Towarzystwem Rolniczym.

## Życiorys
Po ukończeniu szkoły rolniczej w Szamotułach i odbyciu praktyki w Niemczech objął na początku XX wieku majątek ziemski Krzelczyce w powiecie kieleckim. Od 1907 był aktywnym działaczem lokalnych kółek rolniczych, posiadającym szerokie wpływy w środowisku wiejskim, co potwierdzała piastowana przez niego godność sędziego pokoju. Od czerwca 1909 był wicepatronem Delegacji (od 1910 Wydziału) Kółek Rolniczych Okręgowego Towarzystwa Rolniczego w Kielcach (w ramach Centralnego Towarzystwa Rolniczego). Wydział, w którym wiodącą rolę odgrywał Michalski, stawiał sobie za cel opiekę nad istniejącymi już kółkami oraz zakładanie kolejnych i działał na tyle prężnie, że liczba zrzeszonych kółek wzrosła z 37 w 1910 do 83 trzy lata później. W 1910, kiedy doszło do przemianowania z Delegacji na Wydział, zmianie uległo również nazewnictwo funkcji; Michalski został zastępcą przewodniczącego Wydziału na powiat kielecki. Zasiadał ponadto w Komisji Rewizyjnej Okręgowego Towarzystwa Rolniczego w Kielcach.
Po zakończeniu I wojny światowej nastąpiły przekształcenia organizacyjne Towarzystwa. Centralne Towarzystwo Rolnicze uległo decentralizacji, rozpadło się również — na towarzystwa o zasięgu powiatowym — Okręgowe Towarzystwo Rolnicze w Kielcach, dotychczas obejmujące gubernię kielecką. Stanisław Michalski organizował w tym czasie Okręgowe Towarzystwo Rolnicze na powiaty kielecki i stopnicki. Pełnił krótko funkcję prezesa, wycofał się jednak z aktywności ze względu na zły stan zdrowia. Do końca życia pozostawał właścicielem Krzelczyc. W 1928 odebrał pamiątkowy żeton, przyznany za wieloletnią działalność społeczną.